# Lacaria phasma
Lacaria phasma är en fjärilsart som beskrevs av Butler 1882. Lacaria phasma ingår i släktet Lacaria och familjen mätare. Inga underarter finns listade i Catalogue of Life.